# Birmingham Bulls (SPHL)
Birmingham Bulls je profesionální americký klub ledního hokeje, který sídlí v Pelhamu (nedaleko Birminghamu) ve státě Alabama. Založen byl v roce 2017. Do profesionální SPHL vstoupil v ročníku 2017/18. Své domácí zápasy odehrává v hale Pelham Civic Center s kapacitou 3 500 diváků. Klubové barvy jsou červená, černá, světle šedá a bílá.

## Přehled ligové účasti
Zdroj: 
- 2017– : Southern Professional Hockey League